# Mns Kayee Jatoe
Mns Kayee Jatoe is een bestuurslaag in het regentschap Pidie Jaya van de provincie Atjeh, Indonesië. Mns Kayee Jatoe telt 1248 inwoners (volkstelling 2010).